# Simone Fischer

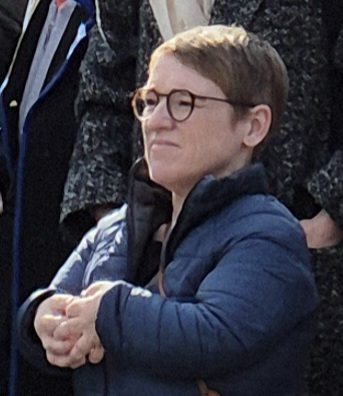
Simone Fischer (2025) auf einer Demo gegen Rechts.

Simone Fischer (* 24. Juni 1979 in Buchen) ist eine deutsche Politikerin (Bündnis 90/Die Grünen) und seit 2025 Mitglied des Deutschen Bundestages. 

## Leben
Simone Fischer wuchs im Neckar-Odenwald-Kreis auf. Nach ihrem Abitur am Eckenberg-Gymnasium Adelsheim studierte sie öffentliche Verwaltung an der Hochschule Kehl und war danach in verschiedenen Positionen im Sozial- und Gesundheitsbereich der Stadt Stuttgart und beim Städtetag Baden-Württemberg tätig.
2021 wurde sie von Ministerpräsident Winfried Kretschmann zur Beauftragten der Landesregierung Baden-Württemberg für die Belange von Menschen mit Behinderungen ernannt. Die Funktion füllte sie bis zu ihrem Einzug in den 21. Deutschen Bundestag aus. 
Fischer lebt mit ihrem Partner im Stuttgarter Westen. 

## Politik
Im Juni 2024 wurde Simone Fischer für Bündnis 90/Die Grünen als Stadträtin in den Stuttgarter Gemeinderat gewählt. Das Mandat legte sie nach ihrem Einzug in den 21. Deutschen Bundestag nieder.
Bei der Bundestagswahl 2025 kandidierte Fischer erstmalig im Wahlkreis Stuttgart I. Sie gewann dort ein Direktmandat mit 28,3 % bei 5 Stimmen Vorsprung.
Simone Fischer ist Sprecherin für Pflegepolitik der Bundestagsfraktion Bündnis 90/Die Grünen.
Im 21. Deutschen Bundestag ist sie Mitglied in folgenden Ausschüssen:
- Ordentliches Mitglied im  Ausschuss für Gesundheit
- Schriftführerin
- Stellvertretendes Mitglied im Ausschuss für Bildung, Familie, Senioren, Frauen und Jugend
- Stellvertretendes Mitglied im Petitionsausschuss